# Morgnies (Metro de Charleroi)
La estación de Morgnies es una estación de la red de Metro de Charleroi, operada por las líneas  y .

## Presentación
La decoración es sombría, como en las estaciones Leernes y Paradis. Las paredes están recubiertas de azulejos anaranjados. Algunos elementos son verdes.

## Accesos
- Rue François Duray

## Conexiones
| Línea | Procedencia | Parada            | Destino                   |
| ----- | ----------- | ----------------- | ------------------------- |
| 51    | LUTTRE SNCB | GOUTROUX Morgnies | MONCEAU-SUR-SAMBRE Moulin |